# Fritz Spira
Fritz Spira, född 1 augusti 1877 i Wien, Österrike-Ungern, död 1943 i läger i Ruma, Jugoslavien, var en österrikisk skådespelare och sångare, främst verksam i Tyskland under Weimarrepubliken. Han var gift med skådespelaren Lotte Spira och far till skådespelarna Camilla Spira och Steffie Spira.

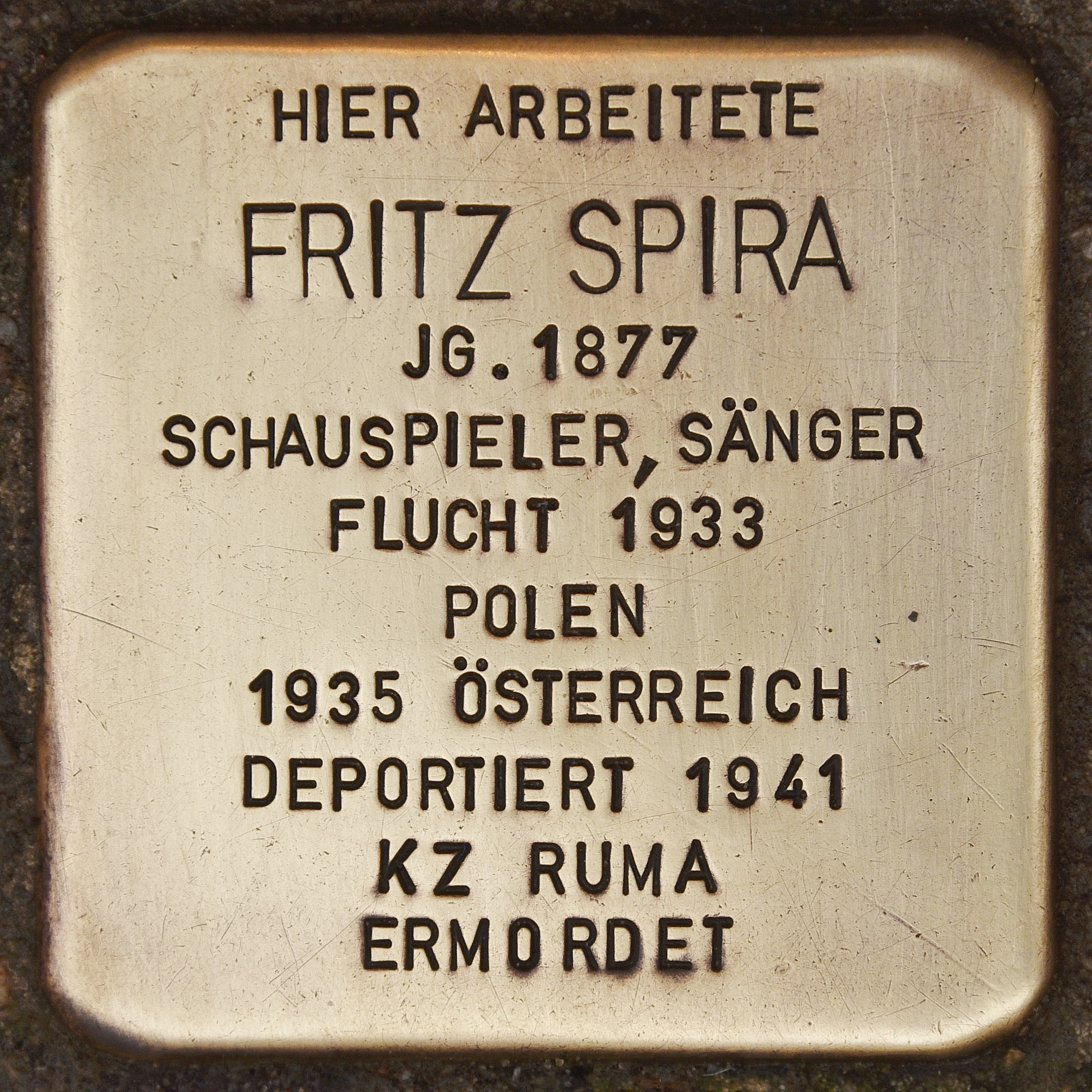
Stolperstein i Berlin

## Filmografi, urval
- 1930 – Det borrande X:et
- 1930 – Gudarnas älskling
- 1930 – Varieténs skälmunge
- 1931 – Hennes Höghet befaller
- 1931 – Wienervalsen
- 1932 – Damernas egen diplomat
- 1932 – Rasputins kärleksäventyr
- 1933 – Wienerblod